# Малирский мост
Малирский мост (англ. Malir Bridge) — автомобильно-пешеходный мост в Карачи через реку Малир.
Открыт 4 февраля 2009 года. На торжественной церемонии присутствовал губернатор провинции Синд — Ишрат-уль-Ибад Хан. Мост Малир является самым длинным мостом в Пакистане, общая его длина составляет 5 километров. Он связывает техсилы Коранги и Шах-Файсал через реку Малир. Около 43 домов пакистанцев были разрушены администрацией города перед строительством моста, переселенные жители получили компенсацию от государства.